# Amt Wilstermarsch
La comunità amministrativa di Wilstermarsch (Amt Wilstermarsch) si trova nel circondario di Steinburg nello Schleswig-Holstein, in Germania.

## Suddivisione
Comprende 14 comuni:
1. Aebtissinwisch (48)
2. Beidenfleth (838)
3. Brokdorf (997)
4. Büttel (31)
5. Dammfleth (264)
6. Ecklak (302)
7. Kudensee (112)
8. Landrecht (114)
9. Landscheide (260)
10. Neuendorf-Sachsenbande (432)
11. Nortorf (850)
12. Sankt Margarethen (813)
13. Stördorf (124)
14. Wewelsfleth (1 273)

Il capoluogo è Wilster, esterna al territorio della comunità amministrativa.
(Tra parentesi i dati della popolazione al 31 dicembre 2021)